# Himalayaglansfazant
De Himalaya-glansfazant (wetenschappelijke naam: Lophophorus impejanus) is een fazantachtige hoendervogel, die in het wild voorkomt in Azië. De soort wordt over de hele wereld ook als siervogel gehouden. De Himalaya-glansfazant is de nationale vogel van Nepal en de wapenvogel van de Indiase deelstaat Uttarakhand.

## Kenmerken

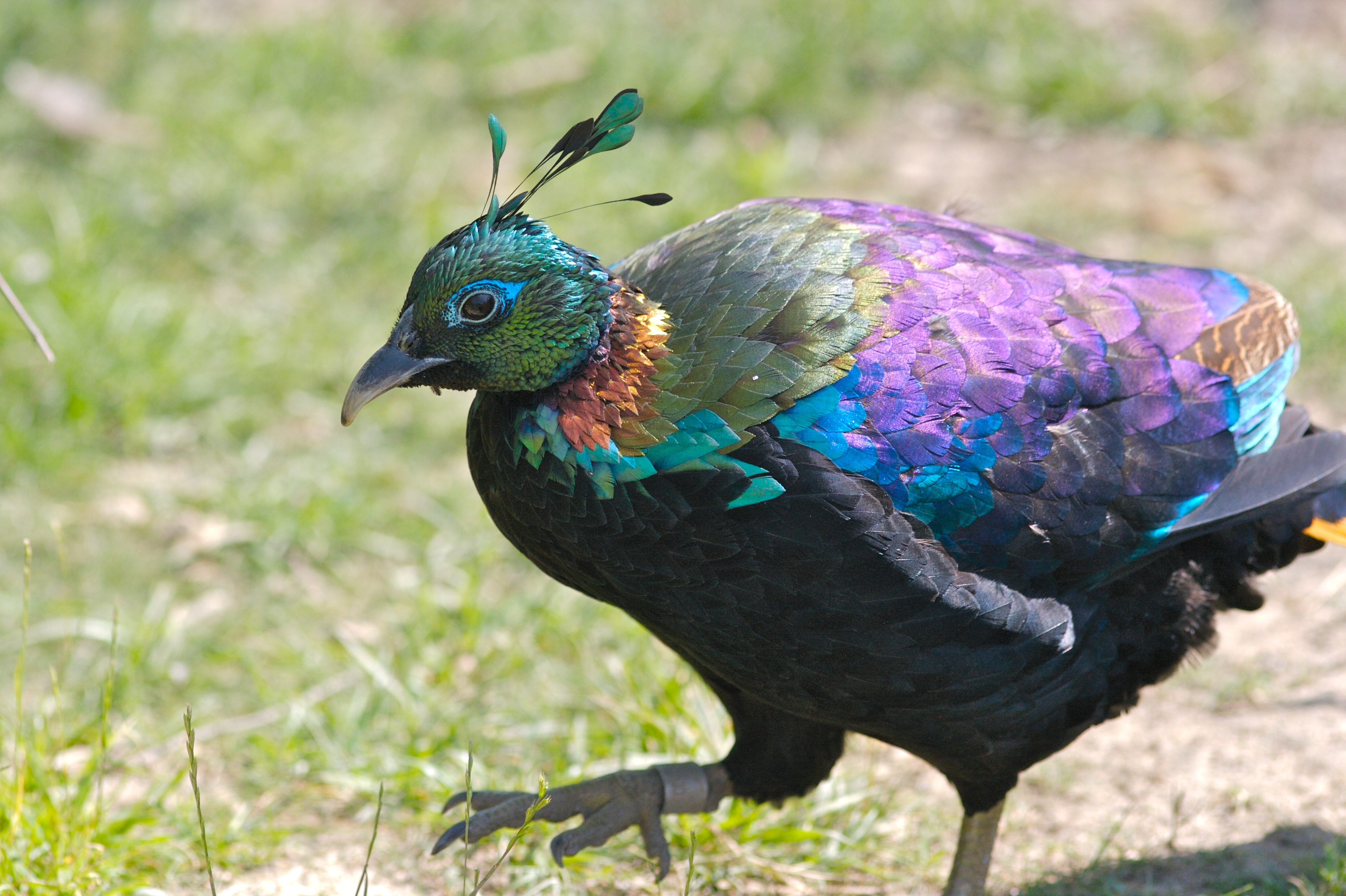
Mannetje

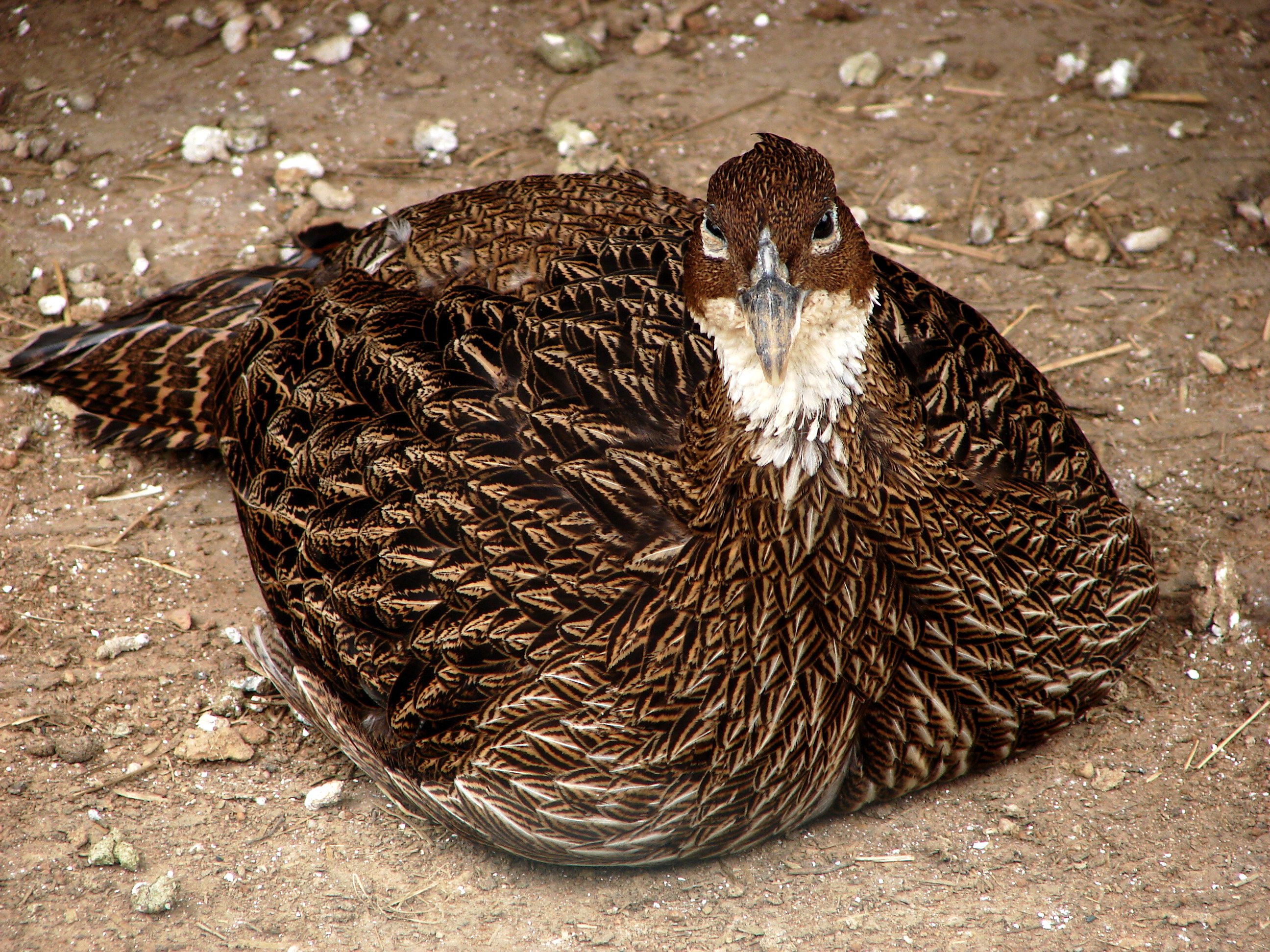
Vrouwtje

De Himalaya-glansfazant is een plomp gebouwde vogel met sterke poten, een korte staart en een grove, puntige snavel. Het mannetje kan ongeveer 2,5 kg zwaar en 70 cm lang worden, waarvan 23 cm staartlengte. Het vrouwtje is iets kleiner van stuk. Het mannetje heeft een kuif, het vrouwtje niet.
Het mannetje is opvallend gekleurd met een iriserend lila of blauwe kleur op de rug en vleugels, die op de hals en kop in olijfgroen, geel, rood en turquoise overgaat. De onderzijde is zwart en de staart koperkleurig. Het vrouwtje is overwegend bruin met zwarte streepjes, met een witte hals. Beide geslachten hebben een blauwgekleurde ring om de ogen.

## Voorkomen
De Himalaya-glansfazant is verspreid van Bhutan in het oosten tot Afghanistan en Pakistan in het westen. De natuurlijke habitat zijn de eiken-, dennen- en rododendronbossen die voorkomen op de zuidelijke hellingen van de Himalaya en Hindoekoesj. Ook in struikgewas en open grasland boven de boomgrens voelt de vogel zich thuis. Dit betekent dat de soort ongeveer tussen de 2500 en 5000 m hoogte te vinden is. In de winter, als er op grotere hoogte sneeuw valt, kunnen de dieren afdalen naar lagere delen van de hellingen.

## Levenswijze
Himalaya-glansfazanten zijn na 2 jaar volwassen en kunnen tot 30 jaar oud worden. De dieren leven in paartjes en vormen buiten de bronsttijd kleine groepen. In de winter zijn de groepen groter.
Het dieet bestaat zowel uit wortels, kleine knollen, zaden, noten en bessen, als insecten en larven. De snavel wordt gebruikt om de laatsten uit de grond te graven. De dieren gaan vaak in groepen van twee of drie op zoektocht naar voedsel.
In het baltsseizoen proberen de mannetjes met een luide lokroep de vrouwtjes aan te trekken. Bij het baltsritueel zet het mannetje zijn veren op om groter te lijken, om daarna met vooruitgestoken hals, afhangende vleugels en sidderende verentooi om het vrouwtje heen te paraderen. Verder proberen de mannetjes de vrouwtjes soms te paaien door voedsel of steentjes aan te bieden. Als het vrouwtje eieren gelegd heeft verlaat het mannetje haar, op zoek naar andere vrouwtjes.
Het nest bestaat uit een in struikgewas verstopte kuil, bedekt met mos, bladeren en hooi. Het bevat vier tot zes roomkleurige eieren met roodbruine vlekken. De eieren komen na 27 dagen uit.